# Василен Димитров
Василен Димитров е български плувец, треньор по плуване и спортен журналист.

## Биография
Роден е в София на 27 януари 1974 г.
Шампион е на България по плуване за юноши и мъже на 100 м и 200 м гръб. Медалист от международни състезания. Национален състезател, капитан на националния отбор.
Завършва висше образование в НСА по специалност „Треньор по плуване“. Работи като треньор по плуване (в плувен клуб „Люлин“, „Славия“ и др.) и журналист в спортни медии (главен редактор на Първи български плувен сайт и на сп. „Плуване & водна топка“).
Член е на Управителния съвет на Асоциацията на българските плувци.